# No me arrepiento de este amor
«No me arrepiento de este amor» es una canción perteneciente a la cantante y autora de cumbia argentina Gilda. Es la primera canción de su tercer trabajo discográfico, Pasito a pasito con… Gilda, producido y editado en 1994.

## Historia y lanzamiento
La canción tras su lanzamiento en 1994 fue un éxito inicialmente en Bolivia y Perú, instalándose en todas las clases sociales de ambos países. Mientras que en su Argentina natal no obtuvo mucho suceso. Siendo particularmente en el Perú, donde la intérprete realizó una extensa gira internacional, presentándose en numerosos programas de televisión de dicho país. Tras la muerte de Gilda en 1996. La discográfica Universal Music reedita el álbum "Pasito a Pasito con Gilda", lanzándola nuevamente como sencillo en su versión original y una versión en remix dedicada a las radios generalistas. La canción obtuvo una alta popularidad durante 1997 y 1998, en el país de origen de Gilda, instalándose en todas las clases sociales. Obteniendo alta rotación tanto en radio como en televisión, y en discotecas dedicadas a las clases medias y altas de la Argentina y se convirtió en la canción insignia de Gilda, siendo hasta incluso adaptada como canción de cancha por numerosas barras bravas de equipos de fútbol del país. La letra trata de un desamor y rompimiento de una pareja. Fue compuesta por Gilda tras  la separación de su esposo, Raúl Cagnin, quien fuese el padre de sus 2 hijos, con quien estuvo una década casada. Ya que él no aceptaba su idea de abandonar la docencia, para dedicarse profesionalmente a la música.

## Legado
En 2016, al cumplirse el vigésimo aniversario del fallecimiento de Gilda, se estrenó la película Gilda, no me arrepiento de este amor, protagonizada por Natalia Oreiro. La misma se centra en la vida íntima de la cantante y cómo la relación frustrada con su esposo la lleva a componer canciones de desamor, entre ellas «No me arrepiento de este amor».

## Versiones
La canción fue versionada por la banda punk rock Attaque 77, en su disco de versiones titulado Otras canciones (1998).
La cantante de cumbia peruana Ada Chura también realizó una versión de esta canción. Así como también la banda de cumbia peruana Pasión Tropical realizó una versión de esta canción.
En el 2016, la cantante uruguaya Natalia Oreiro también realizó una versión de esta canción.

## Política
Ha sido utilizada como canción de campaña, por parte del expresidente de Argentina Mauricio Macri, mientras que su partido Propuesta Republicana (PRO) utilizó la versión realizada por Attaque 77 para las elecciones PASO 2023.